# Розаро (Терни)
Розаро је насеље у Италији у округу Терни, региону Умбрија.
Према процени из 2011. у насељу је живело 48 становника. Насеље се налази на надморској висини од 354 м.